# 1995年云顶高原土崩事件
1995年云顶高原土崩事件，是发生于1995年6月30日在马来西亚距离加叻大道前往云顶高原路口约200公尺处的一场土崩事故。起因是连续的大雨，造成至少19辆汽车冲下山谷。这起事故共有21人死亡及23人受伤，其中最年轻的受害者是一名仅有5个月大的女婴。
云顶集团主席林梧桐受询时表示他必须在接获报告及清理工作完成后才考虑为死伤者作出赔偿。首相马哈迪·莫哈末表示哀悼，并称若土崩事件实属人为疏忽因素导致，当局将会采取严厉行动追究到底。